# 蒙特罗斯 (宾夕法尼亚州)
蒙特罗斯（Montrose）是美国宾夕法尼亚州萨斯奎汉纳县的一个自治市镇及其县城，距离斯克兰顿以西60公里。 这片土地在海拔高达427米的地方。。

## 历史
蒙特罗斯是在1812年规划的。第一批定居者是英国皇家舰队骑士副海军上将彼得·沃伦爵士的后代。退休后，感激的美国士兵给了他这片土地。 县专员玛丽·安·沃伦是彼得·沃伦爵士（1703-1752）隔一代的玄孙女。